# Alexander Herzog (Tiermediziner)
Alexander Herzog (* 10. Oktober 1934 in Hals, Tschechoslowakei; † 20. Dezember 2016 in Gießen) war ein deutscher Veterinärwissenschaftler, emeritierter Professor und Präsident der Landestierärztekammer Hessen.
Herzog wurde 1934 in Halže (dt. Hals) im damaligen Kreis Tachau im Böhmerwald geboren und kam nach dem Ende des Zweiten Weltkriegs nach Westdeutschland. Nach Abschluss seiner schulischen Ausbildung studierte er Tiermedizin an der Veterinärmedizinischen Fakultät der damaligen Justus Liebig-Hochschule in Gießen. Dort wurde er 1961 zum Doktor der Veterinärmedizin promoviert. 1971 erlangte er die Habilitation am Fachbereich Veterinärmedizin der Justus-Liebig-Universität und wurde dann Professor am Institut für Veterinär-Pathologie, zuletzt als Leiter der Arbeitsgemeinschaft Veterinärmedizinische Genetik und Zytogenetik. Im Jahre 2000 erfolgte seine Emeritierung.
Im gleichen Jahr wurde er zum Präsidenten der Landestierärztekammer Hessen (LTK Hessen) gewählt. Dieses Amt hatte er bis November 2012 inne. Im November 2012 Ernennung zum Ehrenpräsidenten der Landestierärztekammer Hessen und Verleihung der Hellmuth-Schulz-Medaille.